# Giulio Cesare Martinengo
Pour les articles homonymes, voir Martinengo.
Giulio Cesare Martinengo (Vérone, 1564 ou 1568 – 10 juillet 1613) est un compositeur italien de la Renaissance tardive et du début de l'époque baroque, appartenant à l'école vénitienne. Il a été le prédécesseur de Claudio Monteverdi comme maître de chapelle à la tête de la Cappella Marciana de la Basilique Saint-Marc de Venise.

## Biographie
Il était probablement de Vérone et était le fils du compositeur Gabriele Martinengo. Sa date de naissance est contestée par les différentes thèses; selon la déclaration de sa mère, il est né en 1564 mais un document de la Casa degli Accoliti de Vérone, mentionne qu'en 1583, il avait quinze ans. Il a étudié avec son père à Vérone, et entre 1590 et 1600, il était à la cathédrale de Vérone, en tant que chanteur ainsi que prêtre.
Martinengo est célèbre surtout pour être le successeur de Giovanni Croce et le prédécesseur de Claudio Monteverdi au poste de maître de chapelle à la Basilique Saint-Marc à Venise, qui a été considéré comme le plus prestigieux poste pour un musicien dans le nord de l'Italie. Il a été choisi le 22 août 1609 avec un salaire de 200 ducats, après une audience. L'activité de Martinengo s'est soldée un échec; il était presque toujours malade et par conséquent le niveau de la Cappella Marciana et des instrumentistes a baissé considérablement. En outre, la chapelle musicale s'est enfoncée dans les dettes et a fini par devenir une pâle copie de ce qu'elle avait été les années précédentes. Martinengo n'avait pas de notion de gestion des finances et n'a rien fait, sinon demander des avances de salaire car il n'était pas en mesure de payer les créanciers de la basilique. Il est mort quatre ans seulement après son admission et les autorités de l'église ont été très soulagées de pouvoir nommer à sa place Claudio Monteverdi. En peu de temps, ce dernier a réussi à redonner à la Chapelle le niveau qu'elle possédait dans le passé.
Seuls quelques morceaux de Martinengo nous sont parvenus: un motet Regnum mundi écrit sous forme concertato, semblable aux œuvres contemporaines de Lodovico Grossi da Viadana. Il a également écrit trois livres de madrigaux.

## Source de la traduction
- (it) Cet article est partiellement ou en totalité issu de l’article de Wikipédia en italien intitulé « Giulio Cesare Martinengo » (voir la liste des auteurs).